# Sonerila decipiens
Sonerila decipiens är en tvåhjärtbladig växtart som beskrevs av Reinier Cornelis Bakhuizen van den Brink. Sonerila decipiens ingår i släktet Sonerila och familjen Melastomataceae. Inga underarter finns listade i Catalogue of Life.